# Listrognathus pallidinervus
Listrognathus pallidinervus là một loài tò vò trong họ Ichneumonidae.